# Borås
Borås (pronunciado [bʊˈroːs]ⓘ) es una ciudad situada en la provincia de Västergötland, en el oeste de Suecia, sede del municipio de Borås. Tiene una población de 101.487 personas (2008). Originalmente un punto de intercambio comercial ubicado estratégicamente en el centro de la región histórica de Sjuhäradsbygden, fue reconocida como ciudad en 1621.
Tuvo un importante desarrollo en su industria textil a finales del siglo XIX y comienzos del siglo XX, y sede de importantes firmas comerciales de ventas por catálogo (mail order). El carácter comercial de su historia nació con los comerciantes ambulantes, llamados knalle o knallarna, que recorrían la región en el siglo XVI, vendiendo sus productos. 
Actualmente sigue manteniendo su calidad de ubicación geográfica estratégica al ser un punto central entre las ciudades de Gotemburgo, Jönköping y también de la vecina Noruega; siendo sede de importantes centros comerciales e industriales, y de puntos turísticos y culturales.

## Historia
La ubicación original de la ciudad era una pequeña planicie a orillas del río Viskan, donde llegaban los distintos artesanos de la región, para vender o intercambiar sus productos manufacturados, los que después eran vendidos al menudeo en las distintas granjas o localidades de las cercanías. 
Durante el reinado de Gustavo II Adolfo de Suecia se realizó una reforma tributaria para financiar los gastos de las guerras que mantenía el monarca sueco con sus vecinos. Una de las reformas consistió en fundar ciudades en los puntos donde existía el intercambio comercial, con el fin de recaudar impuestos. En 1621,  Borås recibió este título, con la prohibición de realizar comercio fuera de la ciudad, lo que iba en contra del sistema existente. Para resolver esta situación se decidió autorizar el comercio ambulante, bajo la condición de pagar impuestos de aduana antes de salir de la ciudad. 
La ciudad se fue desarrollando tras su fundación y después de un siglo, su población había aumentado en más de 2.000 habitantes. 
El crecimiento decayó a finales del siglo XVIII, para repuntar nuevamente a mediados del siglo XIX, con la construcción del sistema ferroviario nacional en el período 1870-1910, que vino a beneficiar a Borås, al quedar localizada la ciudad en un punto de cruce de dos vías de ferrocarril; una de ellas, la más importante, va de Gotemburgo a Kalmar, cruzando el sur de Suecia (el más poblado del país), de costa a costa.
Con la fundación de fábricas textiles y posteriormente de fábricas de confección de ropa, la ciudad tuvo su clímax económico en las primeras décadas del siglo XX, para luego caer en una crisis en las décadas de 1970 y 1980, por la aparición en el comercio sueco de ropa importada, a menor precio. Muchas empresas suecas emigraron a dichos países y la ciudad tuvo que buscar otras formas de lograr ingresos. La aparición de varias empresas del ramo de la distribución, que reconocían las ventajas económicas que tenía la ubicación geográfica de Borås, comenzaron a prosperar, transformando a la ciudad en un importante centro de distribución nacional, al alero de la cual se instalaron empresas de ventas por catálogo, que son populares hasta la actualidad.  
Borås, una ciudad construida en madera, fue devastada por grandes incendios en cuatro ocasiones: en 1681, 1727, 1822 y 1827. La iglesia Caroli es el más antiguo de los edificios de Borås, y escapó de todos los incendios.

## Turismo
La ciudad ofrece muchas facilidades de alojamiento, desde hoteles a campings. Una de las principales atracciones veraniegas es el zoológico Borås Djurpark, fundado en 1962, inspirado en la idea de crear un lugar abierto para los animales, una sabana artificial de 23.000 m², donde los animales pudieran moverse en libertad, separados por especie. 
Vecino al zoológico está una piscina al aire libre y un gran centro comercial llamado Knalleland, inaugurado en 1975, con una superficie de 140.000 m², y con un promedio anual de 7 millones de visitas. Existen alrededor de 100 locales donde se puede encontrar toda clase de productos.
También hay que mencionar el establecimiento de varias cadenas de grandes supermercados nacionales e internacionales, que ofrecen un amplio surtido y precios de mayoreo.
Se han establecido en Borås varias firmas especializadas en productos electrónicos, que tienen locales de ventas y también trabajan con e-commerce. 
Una visita turística también incluye una piscina cubierta Stadsparksbadet transformada en un centro de recreación, orientado principalmente a los niños, que incluye piscina con olas y un muro de escalada.  

## Desarrollo industrial
Borås fue la primera ciudad de Suecia en tener locales para fábricas textiles. Actualmente ocupa el récord sueco en el número de empresas establecidas. La empresa estatal Styrelsen för ackreditering och teknisk kontroll (SWEDAC) que se responsabiliza del control de laboratorios, certificación e inspección de productos, tiene su sede en la ciudad.
También tiene su sede en Borås desde 1971, SP Sveriges Tekniska Forskningsinstitut, el mayor instituto de investigación técnica de Suecia. Además de ser la sede del instituto sueco del kilogramo y peso, y del reloj atómico que fija el tiempo nacional, el SP realiza varios tests e investigaciones para promover la seguridad de los consumidores.
Ericsson tiene una gran fábrica en la cercana localidad de Viared.
También en el parque industrial de Viared, existen muchas empresas especializadas en distribución logística. 
Volvo tiene también en Borås una fábrica de chasis para autobuses.
Las industrias en Borås tienen una estrecha colaboración con el Colegio Universitario de Borås.
Desde la década de 1990 e inicio de la década de 2000, Borås fue transformada en una moderna ICT (sigla en inglés para TI, Comunicaciones y Telecomunicaciones) con la llegada a la ciudad de call centers, empresas de logística y de TI. Estas empresas han ayudado a transformar Borås en la ciudad nórdica líder en e-commerce, con empresas como Eniro. 
Con el crecimiento del comercio electrónico y tradicional, Borås se volvió un líder dentro del centro comercial rápido, con empresas como Ellos, Haléns, Josefsson, H & M Rowells ha tratado esta transición muy bien y recibiendo numerosos premios como las principales empresas de comercio electrónico.

## Deportes
El equipo deportivo de mayor éxito de la ciudad es el de fútbol, el IF Elfsborg, vencedor del campeonato Sueco de Fútbol de 2006. El Elfsborg, cuyos colores son amarillo y negro, fue fundado en 1904, pero recibió su nombre actual en 1906. La sede del equipo es desde 2005, el Borås Arena (antiguo estadio Ryavallen) en Borås, con una capacidad de 16.000 personas.
Otros equipos son el Borås Hockey Club, M7 (un equipo de básquet que trabajó en conjunto con Magic Johnson durante un corto tiempo), y el Borås Rhinos que es un equipo de fútbol americano.
El vencedor club de tenis de mesa Mariedals IK actualmente tiene tres jugadores en el equipo juvenil sueco: Hampus Soderlund, Mattias Oversjo y Jimmy Ojakangas.
Otros deportes que pueden ser practicados en Borås son senderismo, balonmano, tenis de mesa, tenis, esquí, orientación, tiro con arco, tiro deportivo, natación, golf, hípica, boliche, y varias artes marciales.
El Club de Judo Borås ha intentado crear un centro nacional de judo. Los miembros del club que han participado en las olimpiadas incluyen a Per Kjellin y Lars Adolfsson (que disputó dos veces).
El Boråshallen es el mayor salón de deportes indoor de Borås, donde es realizada la popular Copa Mariedal. La Copa Mariedal es realizada anualmente en octubre o noviembre, y alega ser la mayor copa indoor para jugadores de fútbol junior en el mundo, y tiene toda una semana con la participación de más de 100 equipos, teniendo su comienzo en 1978.

## Distritos
Subdistrito municipal de Göta
- Göta
- Kristineberg
- Dammsvedjan
- Hedvigsborg

Subdistrito municipal de Sjöbo
- Sjöbo
- Erikslund

Subdistrito municipal de Brämhult
- Brämhult
- Trandared
- Hulta
- Hässleholmen

Subdistrito municipal de Norrby
- Norrby
- Byttorp
- Tullen
- Hestra

Subdistrito municipal de Centrum (ciudad)
- Centrum
- Villastaden
- Norrmalm

Subdistrito municipal de Sandhult
- Sandared
- Sandhult
- Sjömarken

## Personalidades destacadas
- Tilda Lindstam, Modelo.
- Ingvar Carlsson, ex primer ministro de Suecia (marzo de 1986 a octubre de 1991, y octubre de 1994 a marzo de 1996).
- Elena Paparizou, cantante y ganadora de Eurovisión 2005.
- Carolina Klüft, atleta.
- Magnus Carlsson, cantante pop.
- Daniel Brennare, músico, Lake of Tears.
- Mikael Larsson, músico, Lake of Tears.
- Johanna Almgren, futbolista.
- Markus Sigfridsson, Músico, Guitarrista de las bandas Harmony, Darkwater y 7-Days.
- Lars Alexandersson, luchador ficticio de Tekken 6: Bloodline Rebellion.
- Aron Michael Ekberg, más conocido como AronChupa, DJ y futbolista.

## Ciudades hermanadas
- Mikkeli, Savonia del Sur, Finlandia Oriental, Finlandia.
- Molde, Møre og Romsdal, Noruega.
- Vejle, Dinamarca Meridional, Dinamarca.

## Imágenes

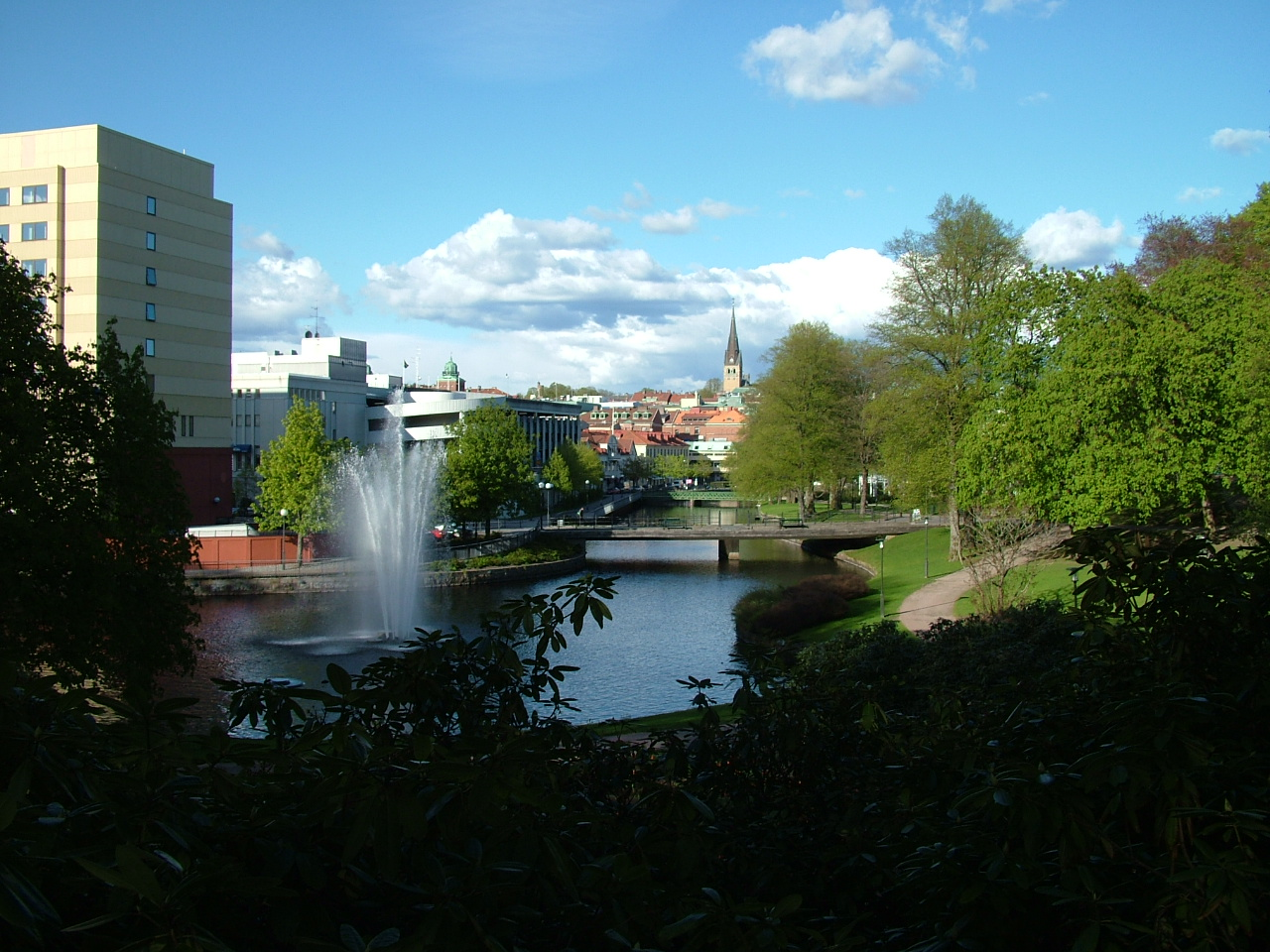
Parque de la ciudad.
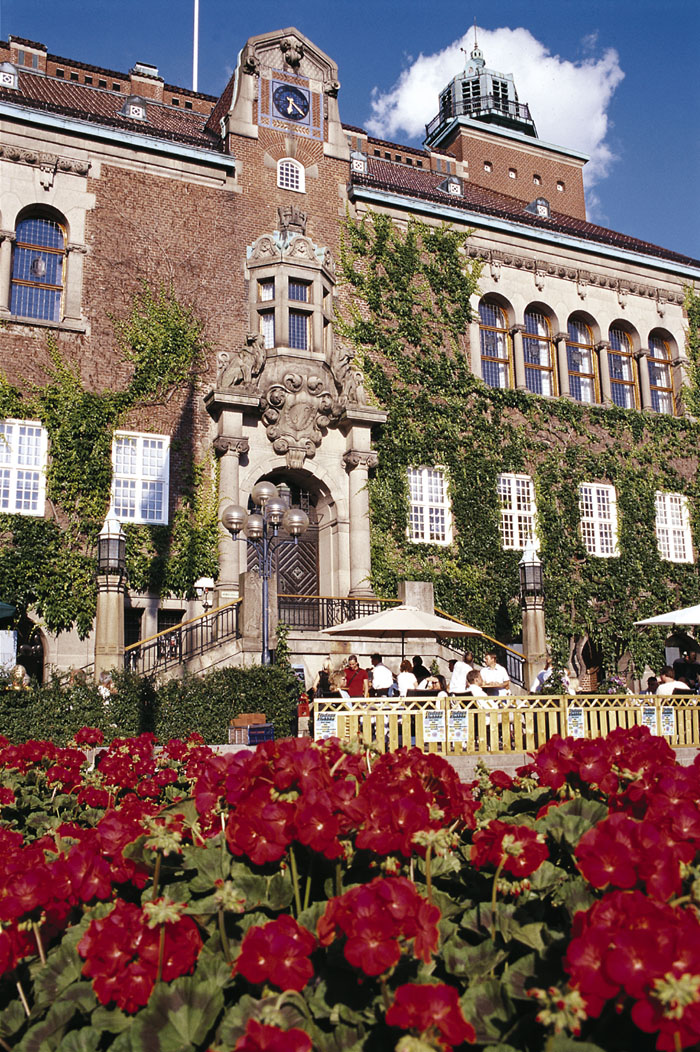
Ayuntamiento de Borås.
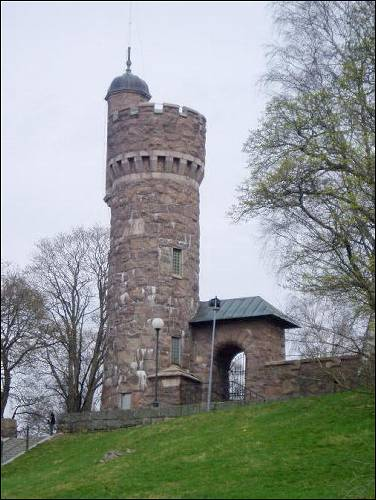
La vieja torre de agua.
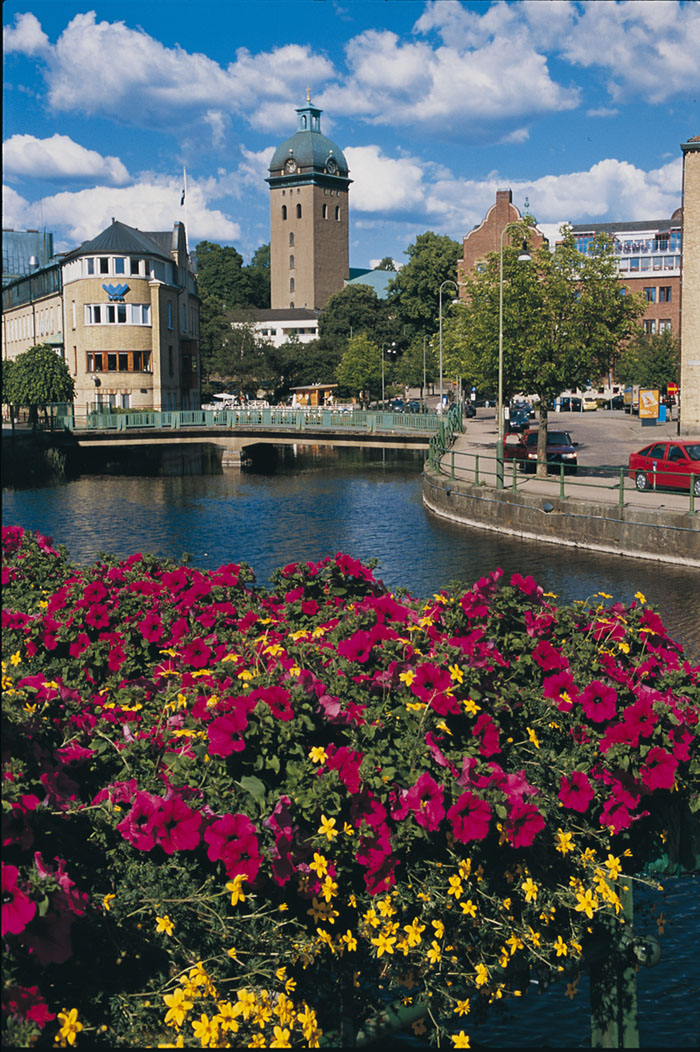
Plaza Krokshall con la Iglesia Caroli.